# 维都站
维都站是位于广西壮族自治区来宾市兴宾区维都村的一个铁路车站，邮政编码546102。车站建于1941年，有湘桂铁路经过该站，现仅办理货运，不办理客运业务，车站及其上下行区间均未电气化。车站距离衡阳站598公里，隶属南宁铁路局，是四等站。